# UR-100N
UR-100N, známá také jako RS-18A (v kódu NATO SS-19 Stiletto) je mezikontinentální balistická raketa původně vyvinutá v 70. letech v Sovětském svazu, nyní ve výzbroji ruských Raketových vojsk strategického určení. Může nést až 6 nukleárních hlavic, anebo jeden hypersonický kluzák Avangard.

## Popis
UR-100N je čtvrtá generace raket na kapalné palivo odpalovaných z raketových sil. Je podobná starší raketě UR-100, ale s mnohem většími rozměry, hmotností, výkonem a užitečným zatížením. Protože nebylo možné využívat stávající sila určená raketám UR-100, musela pro ni být zkonstruována sila nová.
Střelu lze připravit ke startu za 25 minut a lze ji skladovat po dobu 22 let. V bojové hlavici může být až 6 návratových těles, tzv. MIRV (Multiple independently targetable reentry vehicle).

## Vývoj
Vývoj rakety UR-100N začal v roce 1970 v konstrukční kanceláři OKB-52 ve městě Reutov nedaleko Moskvy. Vývoj řídicího systému pak dostala na starost kancelář NPO „Elektropribor“ z Charkova na Ukrajině. Letové zkoušky probíhaly mezi lety 1973 až 1975. Rok poté vstoupila do vývoje vylepšená verze UR-100NUTTKh (v kódu NATO SS-19 Mod 3), jejíž letové zkoušky proběhly v druhé polovině 70. let.

## Operační historie
Raketa UR-100N dosáhla počáteční operační způsobilosti v roce 1974 a do roku 1978 SSSR disponoval již celkem 190 odpalovacími zařízeními. Když byla v roce 1979 uvedena do provozu vylepšená verze UR-100NUTTKh, nahradila během následujících let mnoho starších verzí různých balistických raket. V roce 1983 tak bylo dosaženo maximálního počtu 360 odpalovacích zařízení.

### Smlouva START-1
Po podpisu smlouvy START-1 v roce 1991, která signatáře zavazovala ke snížení počtu nukleárních hlavic a odpalovacích zařízení, klesl počet raket UR-100NUTTKh na 300 kusů. Po rozpadu Sovětského svazu zůstalo v Rusku 170 raket a na nově vzniklé nezávislé Ukrajině 130 kusů. Ačkoliv si Ukrajina nárokovala vlastnictví všech raket umístěných na svém území, později byly v rámci Budapešťského memoranda vráceny Rusku, nebo vyřazeny z provozu.

### Současnost
V roce 2018 měla Ruská strategická raketová vojska mezi 10 až 20 kusy raket v aktivní službě. Politický vývoj v Rusku po nástupu Vladimira Putina k moci vedl postupně k přezbrojení hlavic na hypersonické kluzáky Avangard, tato verze je v kódu NATO označována jako SS-19 Mod 4. První raketový pluk vyzbrojený kluzáky Avangard oficiálně vstoupil do bojové služby dne 27. prosince 2019.
Národní středisko pro vzdušné a vesmírné informace amerického letectva odhadlo, že k červnu 2017 bylo operačně nasazeno asi 50 odpalovacích zařízení pro verzi Mod 3.

## Civilní využití
UR-100N tvoří základ lehké nosné rakety Rokot, která byla pro civilní účely využívána od 90. let 20. století. Po neúspěšnému startu při vynesení družice ESA CryoSat v roce 2005 byly starty pozastaveny, k obnovení došlo následující rok po nalezení a vyřešení příčiny. Starty raket Rokot pak probíhaly až do roku 2019, kdy byly ukončeny.

## Provozovatelé

### Současní
- Rusko – Ruská Raketová vojska strategického určení jsou aktuálně jediným uživatelem raket UR-100N. Verzí SS-19 Mod 4 (vyzbrojena hypersonickým kluzákem Avangard) je vybavena 13. raketová divize se sídlem v Jasném v Orenburské oblasti, která obsluhuje dvě raketová sila.

### Bývalí provozovatelé
- Sovětský svaz – Po rozpadu SSSR přešly rakety do vlastnictví nástupnických států: Ruska a Ukrajiny.
- Ukrajina – Ukrajina se vzdala jaderných zbraní včetně nosičů v rámci Budapešťského memoranda a rakety předala Rusku.